# Janowice (powiat kolski)
Janowice – wieś w Polsce położona w województwie wielkopolskim, w powiecie kolskim, w gminie Babiak.
W latach 1975–1998 miejscowość należała administracyjnie do województwa konińskiego.
Zobacz też: Janowice, Janowice Duże, Janowice Poduszowskie, Janowice Raczyckie, Janowice Wielkie